# Work in Progress (DFA)
Work in Progress è un album dei DFA pubblicato nel 2001.

## Tracce
1. Escher – 11:38
2. Caleidoscopio – 10:09
3. Trip on metró – 7:29
4. La Via – 16:06
5. Pantera – 9:09
6. Ragno – 12:03